# Rue du Havre (Paris)
Rue du Havre este o stradă situată în arondismentele 8 (partea cu numere impare) și 9 (partea cu numerele pare) din Paris. Ea începe din boulevard Haussmann și se termină în rue Saint-Lazare.

## Istoric
Crearea rue du Havre a răspuns necesității de „a ușura circulația în apropierea gării unde opresc trenurile de la Saint-Germain, Versailles și Rouen”, construită în 1837 (vezi Gara Saint-Lazare). Ea a primit numele de rue du Havre pentru că trenurile care plecau din această gară se îndreptau către Le Havre.
Porțiunea rue du Havre cuprinsă între bulevardul Haussmann și rue de Provence făcea parte inițial din rue de la Ferme-des-Mathurins (azi rue Vignon) și a fost aliniată în 1839.
Porțiunea cuprinsă între rue de Provence și rue Saint-Lazare a fost deschisă în conformitate cu ordonanța regală din 3 septembrie 1843 care i-a stabilit lățimea de 20 de metri și i-a dat două secțiuni de 30 de metri la ieșirea în rue Saint-Lazare și alte două de 5 metri la colțul cu rue Saint-Nicolas-d'Antin.
La 27 februarie 1912 anarhistul belgian Raymond Callemin (1890-1913) l-a ucis pe ofițerul Garnier pe rue du Havre.

## Site-specific
- nr. 8: Lycée Condorcet fondat în anul 1803 și instalat în clădirea mănăstirii capucinilor Saint-Louis-d'Antin, construită în anul 1780 de către arhitectul neoclasic Alexandre-Théodore Brongniart.

## Posteritate literară
Rue du Havre a dat numele său romanului lui Paul Guimard, Rue du Havre, care a câștigat Prix Interallié în 1957.